# سلوك قهري

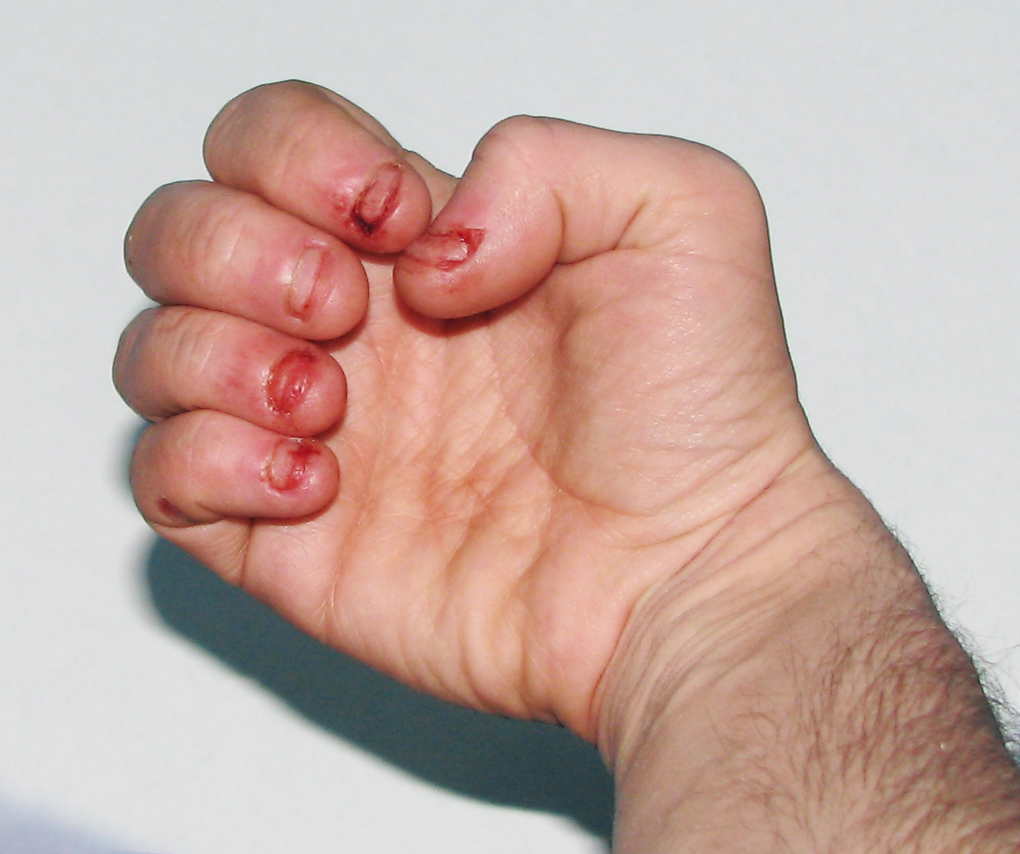
تعد ظاهرة قضم الأصابع المفرط المؤدي لتناول الجلد المحيط بها Dermatophagia من إحدى أمثلة السلوك القهري.

السلوك القهري  مجموعة من التصرفات التي يقوم بها الأشخاص المصابون باضطراب الوسواس القهري، والتي يمكن تفسيرها على أنها محاولة للتخلص من الوساوس. وبالتالي فهذا السلوك يعبر عن الحاجة إلى التقليل من المخاوف التي تسببها أفكار قهرية يصعب التحكم بها والتخلص منها.

## اضطرابات تتضمن سلوكيات قهرية
- هوس الشراء
- الاكتناز القهري
- إدمان القمار
- هوس نتف الشعر
- اضطراب كشط الجلد النفسي (التسحّج العصبي)
- هوس الحساب

## اقرأ أيضاً
- مداومة
- اضطراب وسواسي قهري
- مقياس ييل-براون الوسواسي القهري